# Hebden Bridge
Hebden Bridge – miasto w Wielkiej Brytanii, w Anglii, w hrabstwie West Yorkshire. W 2001 r. miasto to zamieszkiwało 4086 osób.